# Oedaspis multifasciata
Oedaspis multifasciata är en tvåvingeart som först beskrevs av Friedrich Hermann Loew 1850.  Oedaspis multifasciata ingår i släktet Oedaspis och familjen borrflugor. Inga underarter finns listade i Catalogue of Life.